# Citymesh
Citymesh is een Belgische business-to-business telecomoperator. Het bedrijf biedt naast draadloze netwerken ook complementaire IT-oplossingen aan. Het bedrijf wordt geleid door Mitch De Geest en heeft een hoofdkantoor in Oostkamp, bij Brugge.

## Geschiedenis
In 2006 werd Citymesh opgericht. Het bedrijf specialiseerde zich in de eerste jaren in grootschalige wifi-netwerken. Het bedrijf wou een soort “smart cities avant la lettre” promoten: mobiele netwerken voor steden om wifi, camera’s en sensoren op aan te sluiten. Maar dat bleek toen te vroeg voor België. Daarom verschoof hun aandacht naar nichemarkten zoals vakantieparken. In twee zomers tijd heeft het bedrijf de hele kustregio via wifi-hotspots verbonden.
Citymesh biedt vanaf 2008 netwerkoplossingen aan in expohallen, op evenementen en festivals. In 2009 richtte Mitch De Geest nCentric op, het zusterbedrijf van Citymesh. Daarmee werd het aanbod uitgebreid met netwerkoplossingen in verschillende takken van de havenindustrie, zowel onshore als offshore. In 2013 opende het bedrijf een kantoor in Houston, Texas.
In 2013 richtte Citymesh zich opnieuw op stadswifi en smart city-oplossingen. In 2015 investeerde Citymesh in een eigen frequentie. Door eigen basisstations te plaatsen, kan Citymesh nu alle access points draadloos verbinden. Dit maakt Citymesh onafhankelijk van de internetaansluiting van andere operatoren. In 2018 tekende Citymesh een exclusieve overeenkomst met het Finse telecombedrijf Nokia. Daardoor is Citymesh de officiële verdeler van Nokia-basisstations en 5G-masten voor de Belgische industriële 5G-markt.
In het najaar van 2020 verstevigde het bedrijf zijn positie als vierde operator met het binnenhalen van een nationale 4G-licentie. Op 27 oktober 2020 kende het BIPT Citymesh meer spectrumrechten toe voor de band 3.5GHz op de Noordzee. In november 2020 hebben Proximus en Citymesh een akkoord bereikt dat Citymesh in staat stelt zijn klanten mobiele en vaste telecomdiensten aan te bieden via het Proximus-netwerk. In december 2020 werd aangekondigd dat Cegeka en Citymesh een strategische samenwerking aangaan waarbij Cegeka meerderheidsaandeelhouder wordt. In juni 2021 nam Citymesh het bedrijf Engie M2M over. Zo werd het bedrijf eigenaar van het nationale Sigfox IoT-netwerk. Dit netwerk wordt gebruikt voor IoT-projecten die ultra lage bandbreedte en lange batterijduur vereisen, zoals digitale watermeters, track & trace toepassingen en bij moeilijk bereikbare locaties zoals betonnen of ondergrondse constructies.
In november 2023 kocht Citymesh de internetaanbieder edpnet over van Proximus.

## 5G
Het deel spectrum dat Citymesh verwierf in 2015 werd in 2017 geselecteerd als de primaire 5G-frequentie van Europa. Zo kwam Citymesh, toen een bedrijf met een twintigtal werknemers, in het bezit van de eerste 5G-frequentie van België. Ondertussen heeft Citymesh (mobiele) private netwerken geïnstalleerd bij o.a. Brussels Airport Company en de Zeehaven van Brugge.

## Referentielijst
1. ↑  De amper bekende eerste Belgische 5G-operator: 'Als onze bedrijven geen toegang krijgen tot 5G, dan kunnen we die wel eens verliezen'. Bloovi (9 april 2019). Gearchiveerd op 1 maart 2021. Geraadpleegd op 16 december 2020.
2. ↑  nCentric INC opens new office in Houston, TX. - News - nCentric. web.archive.org (18 februari 2017). Gearchiveerd op 18 februari 2017. Geraadpleegd op 16 december 2020.
3. ↑  Cassauwers, Tom. ([2020]). 5G : de ruggengraat van onze toekomst. Pelckmans Pro, Kalmthout. ISBN 978-94-6337-208-4.
4. 1 2  (en) Industriële 5G van Citymesh | Voka. www.voka.be. Geraadpleegd op 16 december 2020.
5. ↑  Enkel Citymesh kandidaat voor resterende 4G radiofrequenties in de 2,6 GHz-frequentieband | BIPT[dode link]. bipt.be. Geraadpleegd op 16 december 2020.
6. ↑  Besluit van 27 oktober 2020 betreffende de toekenning aan Citymesh van voorlopige gebruiksrechten voor de band 3410-3510 MHz voor het opzetten en exploiteren van een zendinstallatie in de Belgische exclusieve economische zone in de Noordzee | BIPT. bipt.be. Geraadpleegd op 16 december 2020.
7. ↑  Michel van der Ven, Proximus en Citymesh ondertekenen overeenkomst voor vaste en mobiele diensten. Site-DataNews-NL (9 november 2020). Geraadpleegd op 16 december 2020.
8. ↑  Pieterjan Van Leemputten, Cegeka neemt meerderheid in Citymesh. Site-DataNews-NL (10 december 2020). Geraadpleegd op 16 december 2020.
9. ↑  (en) Citymesh acquires Belgian Sigfox IoT network. Citymesh 0G. Gearchiveerd op 14 juli 2021. Geraadpleegd op 14 juli 2021.
10. ↑  Brugse Citymesh kan per ongeluk al 5G uitrollen. ITdaily.. Geraadpleegd op 16 december 2020.